# Палестина (държава)
Палестина (на арабски: دولة فلسطين) е частично призната държава (от 70% от държавите членове на ООН)  в Близкия изток. Тя претендира за територията на Западен бряг на река Йордан и ивицата Газа с източен Йерусалим, които са под фактическия контрол на Израел.
Независимостта на държавата е обявена на 15 ноември 1988 г. от Ясер Арафат в Алжир. Според Организация за освобождение на Палестина, държавата е под фактическа израелска окупация.
На 29 октомври 2012 г. Генералната асамблея на ООН предоставя на Държавата Палестина статут на държава-наблюдател при ООН.
.
На 5 януари 2013 г. с указ на Председателя на Палестинската национална администрация Махмуд Абас, вместо досегашното „Палестинска национална администрация“ започва да се използва в официални документи името Държава Палестина.
Редица страни начело със САЩ и разбира се Израел не признават държавата и съответно и употребата на името Държава Палестина.

## Етимология
Името „Палестина“ идва от „Филистия“ (на иврит: ארץ פלשת, Éretz-P (e) léhet) – името на частта от средиземноморския бряг на днешен Израел, обитавана в древността от филистимците (на иврит: פלישתים, plishtim). Арабските завоеватели от 638 г. наричат страната „Фаластин“ като арабска форма на името „Палестина“.
По време на британския мандат името „Палестина“ е присвоено на мандатната територия. В средата на 20 век името „палестинци“, получено от думата „Палестина“, започва да се отнася до арабите, живеещи на тази територия („палестинския народ“, „арабския народ на Палестина“), въпреки че по-рано то определя всички жители на региона и не носи етнически конотации.

## История
При разпадането на Османската империя след Първата световна война победилите европейските държави разделят много от съставните ѝ области на политически единици, в съответствие с мандатите на Обществото на народите, за собствени цели и в много по-малка степен съгласно споразумения, постигнати с други заинтересовани страни. В Близкия изток (Сирия, включително Османския автономен християнски Ливан и околните територии, които стават Ливанска република) попадат под френски контрол, докато Месопотамия и Палестина (включително Трансиордания) са отстъпени на Англия.
Палестина се превръща в колония на Британската империя, а през 1947 г. се предлага разделянето ѝ на две независими държави – еврейска и арабска. Създадена е обаче само еврейската държава Израел, която освен териториите, които биха ѝ принадлежали според плана за разделение, анексира и някои области, които би трябвало да принадлежат на държавата на арабите (палестинците). След това части от Палестина, които не са били част от Израел (Западния бряг и ивицата Газа) са включени към Йордания и Египет.
По време на войната през 1967 г. Израел завладява Западния бряг и ивицата Газа, за да формира автономно палестинско народно самоуправление през 1994 г. През 2004 г. Израел се оттегля от ивицата Газа, но запазва контрола върху Западния бряг. През 2007 г. контролът върху ивицата Газа е поет от палестинската организация Хамас, която формира свое собствено палестинско правителство в ивицата Газа, за разлика от палестинското правителство на Западния бряг.

## Демография и политика
Ивицата Газа има население от 1 604 238, от които 99,9% са палестинци. 85,8% от населението са мюсюлмани, а 14,2% са християни. В Западния бряг живеят 3 092 555 души, от които 83% са палестинци и 17% евреи. В допълнение към палестинците, на Западния бряг живеят около 524 000 еврейски колонисти.
Въпреки че е призната от ООН за суверенна държава, Палестина контролира само частично територията си и има две противоположни палестински правителства. Ивицата Газа, която е изцяло контролирана от палестинците, се управлява от палестинското правителство на Хамас, докато Западният бряг, който все още е под израелска окупация, се управлява от палестинското правителство на Фатах.